# Garrey Carruthers
Garrey Carruthers, född 29 augusti 1939 i Alamosa, Colorado, är en amerikansk republikansk politiker. Han var guvernör i delstaten New Mexico 1987–1991. Han är sedan 2003 dekanus för College of Business Administration and Economics vid New Mexico State University.
Carruthers avlade 1968 doktorsexamen i nationalekonomi vid Iowa State University. Han var ordförande för republikanerna i New Mexico 1977-1979. Han vann 1986 års guvernörsval i New Mexico med en kampanj där han förespråkade dödsstraffet.